# Tishá BeAv
Tishá BeAv (em hebraico: תשעה באב; romaniz.: Tīšʿā Bəʾāv; ouvirⓘ) é um dia de jejum anual judaico que relembra uma série de desastres na história judaica, principalmente a destruição do Templo de Salomão pelo Império Neobabilônico e a destruição do Segundo Templo pelo Império Romano em Jerusalém.

## A destruição do Primeiro Templo
O Primeiro Templo foi construído em Jerusalém no Monte Moriá, pelo Rei Salomão. No ano de 586 antes da era comum o Reino de Judá foi conquistado, e a cidade de Jerusalém sitiada e destruída juntamente com o Primeiro Templo - pelo exército do Império Babilônico no 19.º ano de reinado de Nabucodonosor II. 
De acordo com o Livro dos Reis II (25:8), o Templo teria sido ocupado no dia 7 de Av, e segundo o Livro de Jeremias (52:12) o Templo teria sido consumido pelo fogo no dia 10 de Av. O Talmude reforça a tradição judaica de que o Primeiro Templo foi destruído no dia 9 de Av, explicando que os Babilônios ocuparam o Templo, sem destruí-lo, durante os dias 7 e 8 de Av, começaram a destruição do Templo no dia 9 de Av ao entardecer, e a destruição completa se deu no décimo dia do mês de Av. Baseado nisso o sábio talmúdico Rabi Yochanan argumenta que o jejum deveria ser feito no dia 10 de Av, mas os demais sábios discordaram e fixaram o dia 9.
De acordo com o Talmude, o motivo espiritual pelo qual a destruição ocorreu foram os três pecados mais graves de acordo com o judaísmo: idolatria, derramamento de sangue e relações proibidas.

## A destruição do Segundo Templo

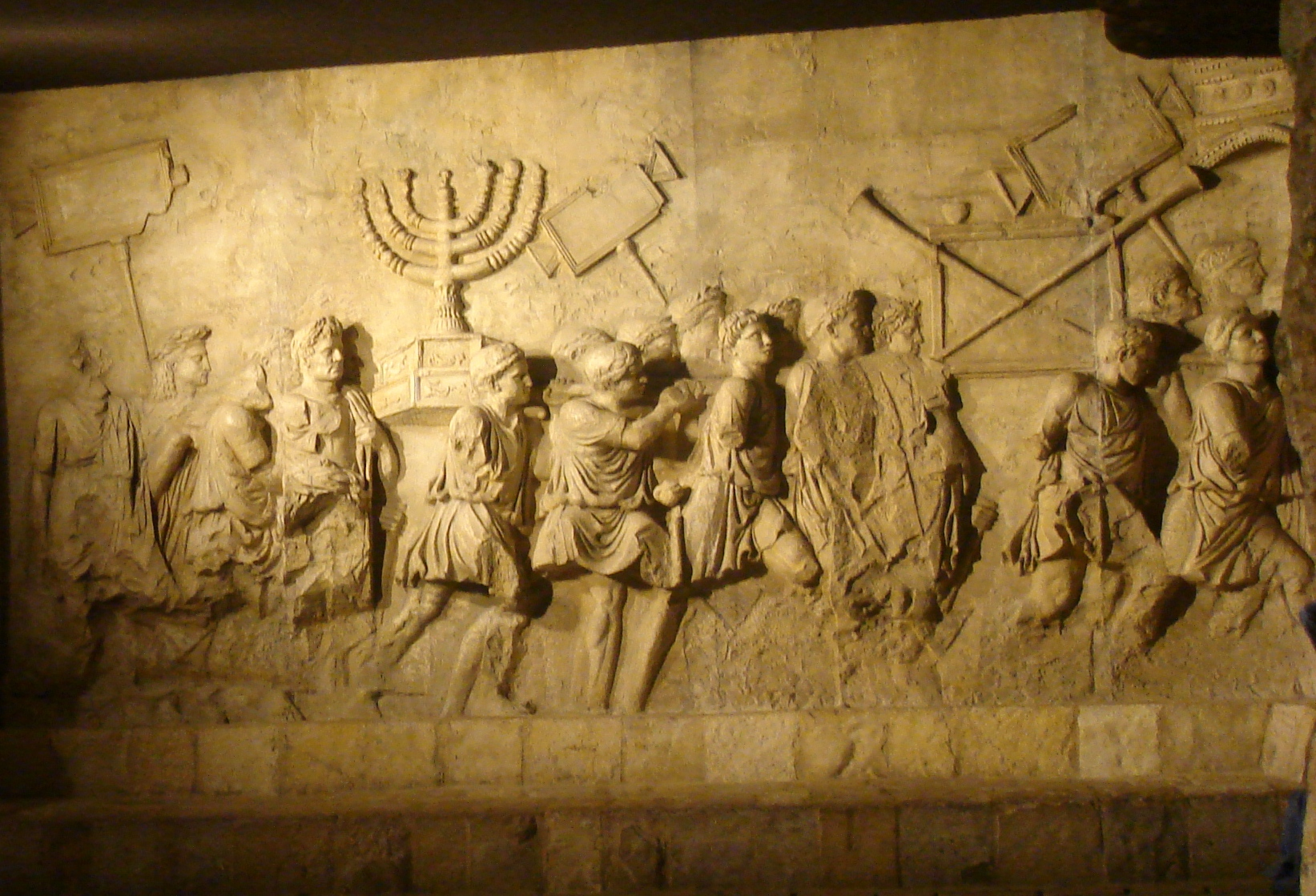
Arco do Triunfo de Roma - Detalhe mostrando os espólios de Jerusalém sendo levados para Roma, entre eles a Menorá.

O Segundo Templo teve sua construção iniciada em 535 a.C, e terminada após uma pausa em 516 a.C,  pelos judeus que retornaram do exílio babilônico, com o fim do Império Babilônico e começo do Império Persa.  
O Rei Ciro deu aos judeus permissão de retornar a Jerusalém e reconstruir do Templo, por meio do Decreto de Ciro, que alguns estudiosos afirmam ter sido refletido no documento arqueológico conhecido como a Declaração de Ciro ou Cilindro de Ciro.
Sua destruição se deu na época da Grande Revolta Judaica contra o Império Romano no ano de 70 da Era cristã, sob o comando do general romano Tito - que manteve um cerco militar na cidade e sitiando-a por quase três anos. Ele conseguiu penetrar na cidade no dia 17 de Tamuz e três semanas depois, no dia 9 de Av, seu exército conseguiu penetrar no Templo, saqueá-lo e destruí-lo. De acordo com o Talmude o motivo espiritual pela destruição foi o ódio gratuito entre os judeus desta época.

## Costumes judaicos deste dia
O jejum começa no por do Sol do dia 8 de Av, e segue até o anoitecer do dia 9 de Av (por volta de 24 hora e meia)
Existem 5 proibições rabínicas (não estão escritas na Torá) relevantes a este dia:
- comer e beber
- banhar-se
- passar cremes
- calçar sapatos de couro
- manter contato físico entre marido e mulher

Além destas proibições os judeus costumam não estudar Torá neste dia, não cumprimentar conhecidos e evitar trabalhos que possam desviar a atenção do luto pela destruição.
Costuma-se também sentar-se no chão como enlutados, ler o Livro das Lamentações e poesias de lamentações compostas em várias épocas de desgraças durante o exílio judaico.

## Outras calamidades acontecidas em 9 de Av
De acordo com a Mishná, 5 fatos históricos calamitosos ocorreram neste dia:
- o decreto divino ao povo hebreu pelo qual permaneceu no deserto por 40 anos após a saída do Egito, antes de entrar na Terra de Canaã - devido ao pecado dos espiões.
- a destruição do Primeiro Templo
- a destruição do Segundo Templo
- a destruição da cidade de Beitar durante a revolta de Bar Kochvá
- o império romano arou todo o Monte do Templo destruindo todo vestígio que poderia ser identificado do Templo

Outras calamidades na História Judaica também tiveram lugar em Tisha BeAv, incluindo o édito do rei Eduardo I, que forçava os judeus a deixar a Inglaterra em 1290, e o Decreto de Alhambra, ou Édito de Expulsão dos Judeus de Espanha, pelos Reis Católicos, Fernando de Aragão e Isabel de Castela, em 1492.